# Andrej Chudoba
Andrej Chudoba, vlastním jménem Ondrej Hudoba (21. listopadu 1927, Malé Krškany – 21. ledna 2014, Pukanec), byl slovenský prozaik, básník a scenárista.

## Životopis
Narodil se v rodině rolníka a vzdělání získával v Levicích, Krškanech, Bátovcích a nakonec opět v Levicích, kde studoval v letech 1945 až 1949 na učitelské akademii. V letech 1951 až 1952 pracoval jako učitel v Žemberovcích, v letech 1952 až 1954 jako dělník (rýsovač) v Tlmačích, v letech 1954 až 1955 jako pomocný účetní v Pukanci a v letech 1955 až 1959 jako dělník a plánovač v Hodruši-Hámre. Mezi lety 1959 až 1963 se věnoval pouze literární činnosti. V roce 1963 pracoval opět jako učitel, tentokrát v Pukanci, kde působil až do roku 1990, kdy odešel do důchodu, ale žil tam i nadále. Zemřel ve městě Pukanec 21. ledna 2014 ve věku šestaosmdesáti let.

## Tvorba
Své první literární pokusy začal uveřejňovat již během učitelských studií v různých časopisech (Mladá tvorba, Tvorba a jiných). Knižní debut mu vyšel v roce 1958 (sbírka básní), debutová próza mu knižně vyšla v roce 1962. V poezii se věnuje psaní silně citově zabarvené přírodní i milostné lyriky, která se nese ve smyslu všelásky. V próze se jeho tvorba zakládá na líčeni vztahů mezi mužem a ženou, na lásce jako citu i vášni, přičemž se nesnaží jít do lidské podstaty a hloubky, aby dospěl k dramatickým řešením, ale věnuje se vykreslování lidí i citů až do samých detailů. Jeho díla se odehrávají většinou ve válečném a poválečném období a jsou situovány do prostředí Levic a okolí, které dobře zná z vlastního života.

## Dílo

### Poezie
- 1958 – Letokruh srdca

### Próza
- 1962 – Kde pijú dúhy (novely)
- 1965 – Pustý dvor (novely)
- 1966 – Miesto pre dvoch (novely)
- 1970 – Leto s pehavou pannou (novela s detektivní zápletkou)
- 1973 – Zbohom, Cyrano (sbírka povídek)
- 1976 – Obkľúčenie (román)
- 1977 – Hlinené husle (sbírka povídek)
- 1979 – Konečne bude mier (soubor novel)
- 1982 – Nákaza (román s detektivní zápletkou)
- 1982 – Stopárka (román)
- 1984 – Cesty
- 1984 – Od Tekova vietor veje
- 1985 – Krv nie je voda (sbírka próz)
- 1994 – Krásne poškodená slečna (román)
- 2002 – Sneh a havrany
- 2007 – Kým slnko nezapadne (sbírka básní a próz)

### Scénáře
- 1961 – Most na tú stranu (scénář pro celovečerní film)
- 1979 – Pustý dvor (scénář pro televizní film)

### Tvorba pro děti a mládež
- 1974 – Sedemdesiatsedem povestí spod Slovenskej brány
- 1993 – Zázrak na konci sveta (studentský román s autobiografickými prvky)